# Mexikos president
Mexikos president (officiell titel på spanska: Presidente de los Estados Unidos Mexicanos) är landets folkvalda stats- och regeringschef enligt den mexikanska konstitutionen från 1917 som alltjämt är gällande.
Den nuvarande president är Claudia Sheinbaum som svors in den 1 oktober 2024. Hon är den första kvinnan i ämbetet.

## Historia
Mexiko har varit en republik under huvuddelen av sin historia som en suverän stat efter självständigheten från Spanien, med undantag av åren 1822 till 1823 samt från 1864 till 1867 då det var en monarki (kejsardöme).
Mexikos första president var Guadalupe Victoria som valdes till ämbetet år 1924. Före detta hade han stött kejsaren Agustín men sedan gick han med till revolutionen som leddes av Antonio López de Santa Anna. I sin nuvarande form grundades presidentinstitution år 1917 då den nuvarande grundlagens ikraftträdande.

## Behörighet
Enligt Mexikos grundlag (artiklarna 82-83) måste presidenten uppfylla följande krav:
- infödd mexikansk medborgare med fullständiga medborgarrättigheter
- har varit bosatt i landet för åtminstone 20 år varav åtminstone ett år omedelbart innan valet
- åtminstone 35 år gammal
- är inte en präst
- har inte varit en professionell soldat för åtminstone sex månader omedelbart innan valet
- fungerar inte som utrikesminister, viceutrikesminister, justitieminister, guvernör eller huvudstadens regeringschef (eller har sagt upp sig åtminstone 6 månader innan valet)
- har inte fungerat som president tidigare

En mandatperiod tar sex år och antal mandatperioder har begränsats till en.

## Maktbefogenheter och privilegier

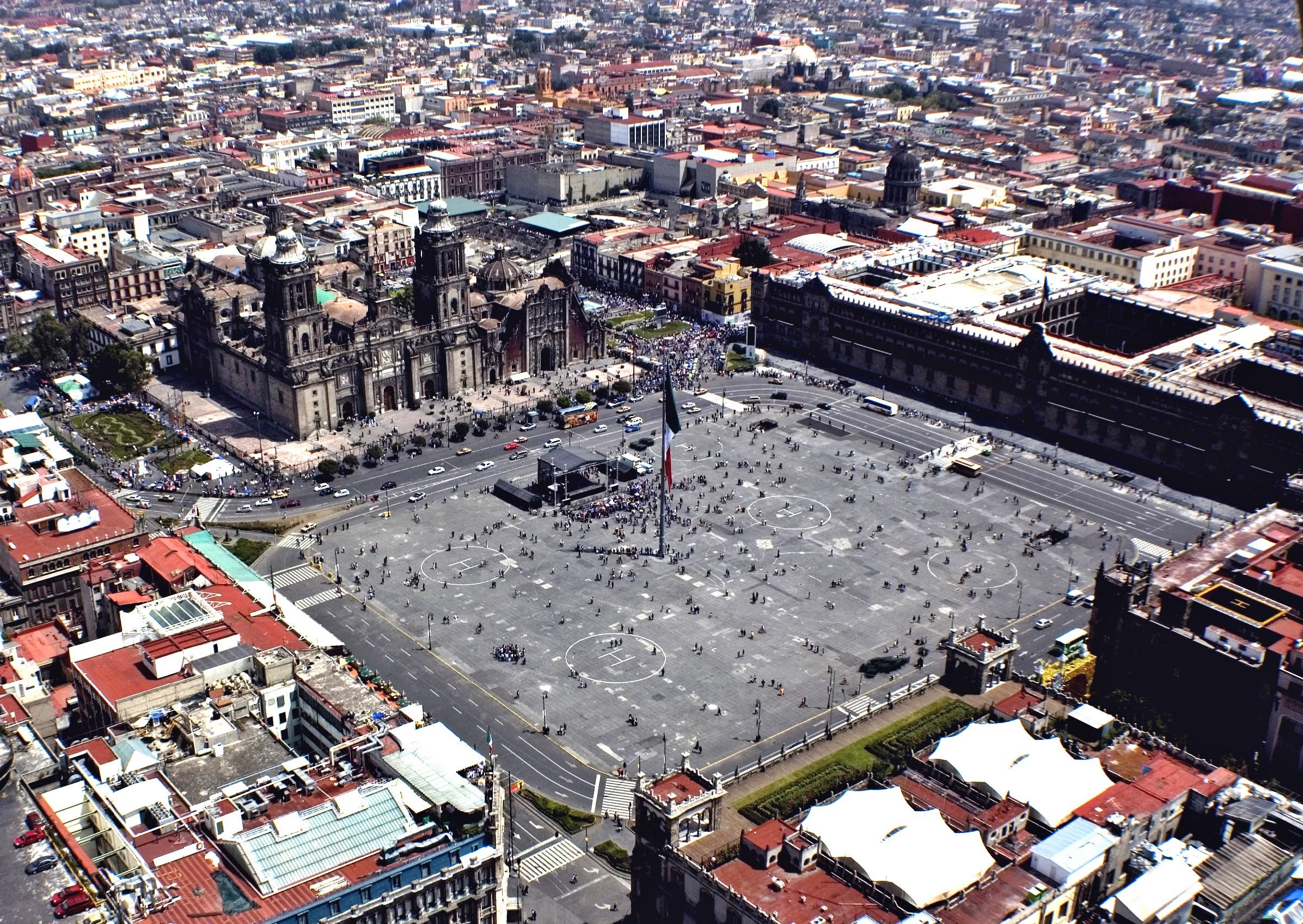
Plaza de la Constitución i centrala Mexico City med nationalpalatset till vänster som även är presidentens säte och tjänstebostad.

Mexikos president är både stats- och regeringschef och landets beväpnade styrkors överbefälhavare. Presidenten bildar landets regering, nominerar diplomater, högsta domstolens domare och höga officerare.
President kan ge dekret som är lika med lagarna stiftade av landets parlament.
Efter López Obradors installation år 2018 halverade han presidents lön till 108 000 peso per månad. Presidentens officiella residens fram till 2018 var Los Pinos. President López Obrador flyttade dock inte in utan konverterade det till en konstgalleri. I början av sin mandatperiod bodde han i sitt egen hus söder från Mexico City tills han flyttade till Nationalpalatset vid Plaza de la Constitución där även Mexikos parlament sammanträder.

## Lista över Mexikos statschefer

### Första mexikanska kejsardömet(1822–1823)
| Kejsare             | Kejsare | Regering startar | Regering slutar | Ätt      | Maka                                      | Maka |
| ------------------- | ------- | ---------------- | --------------- | -------- | ----------------------------------------- | ---- |
| Agustín de Iturbide |         | 19 maj 1822      | 19 mars 1823    | Iturbide | Ana María Josefa Ramona de Huarte y Muñiz |      |

### Mexikos presidenter (1824–1864)
Mellan kejsar Agustín de Iturbides abdikation  (19 mars 1823) och Guadalupe Victorias tillträde som president (10 oktober 1824), var det en kort period när landet styrdes av en exekutiv kommitté av oftast 3 personer ur följande grupp; Pedro Celestino Negrete, José Mariano Michelena, Nicolás Bravo, Miguel Domínguez, Vicente Guerrero och Guadalupe Victoria.
| President                                       | President | Tillträde         | Avgick            | Parti               |
| ----------------------------------------------- | --------- | ----------------- | ----------------- | ------------------- |
| Guadalupe Victoria                              |           | 10 oktober 1824   | 1 april 1829      | Liberal             |
| Vicente Guerrero                                |           | 1 april 1829      | 17 december 1829  | Liberal             |
| José María Bocanegra                            |           | 18 december 1829  | 23 december 1829  | Liberal             |
| Pedro Vélez, Lucas Alamán och Luis de Quintanar |           | 23 december 1829  | 31 december 1829  |                     |
| Anastasio Bustamante                            |           | 1 januari 1830    | 13 augusti 1832   | Konservativ         |
| Melchor Múzquiz                                 |           | 14 augusti 1832   | 24 december 1832  | Liberal             |
| Manuel Gómez Pedraza                            |           | 24 december 1832  | 1 april 1833      | Liberal             |
| Valentín Gómez Farías                           |           | 1 april 1833      | 16 maj 1833       | Liberal             |
| Antonio López de Santa Anna                     |           | 16 maj 1833       | 3 juni 1833       | Liberal-Konservativ |
| Valentín Gómez Farías                           |           | 3 juni 1833       | 18 juni 1833      | Liberal             |
| Antonio López de Santa Anna                     |           | 18 juni 1833      | 5 juli 1833       | Liberal-Konservativ |
| Valentín Gómez Farías                           |           | 5 juli 1833       | 27 oktober 1833   | Liberal             |
| Antonio López de Santa Anna                     |           | 27 oktober 1833   | 15 december 1833  | Liberal-Konservativ |
| Valentín Gómez Farías                           |           | 16 december 1833  | 24 april 1834     | Liberal             |
| Antonio López de Santa Anna                     |           | 24 april 1834     | 27 januari 1835   | Liberal-Konservativ |
| Miguel Barragán                                 |           | 28 januari 1835   | 27 februari 1836  | Liberal             |
| José Justo Corro                                |           | 2 mars 1836       | 19 april 1837     | Liberal             |
| Anastasio Bustamante                            |           | 19 april 1837     | 20 mars 1839      | Konservativ         |
| Antonio López de Santa Anna                     |           | 20 mars 1839      | 10 juli 1839      | Liberal-Konservativ |
| Nicolás Bravo                                   |           | 10 juli 1839      | 19 juli 1839      | Konservativ         |
| Anastasio Bustamante                            |           | 19 juli 1839      | 22 september 1841 | Konservativ         |
| Francisco Javier Echeverría                     |           | 22 september 1841 | 10 oktober 1841   | Konservativ         |
| Antonio López de Santa Anna                     |           | 10 oktober 1841   | 26 oktober 1842   | Liberal-Konservativ |
| Nicolás Bravo                                   |           | 26 oktober 1842   | 4 mars 1843       | Konservativ         |
| Antonio López de Santa Anna                     |           | 4 mars 1843       | 4 oktober 1843    | Liberal-Konservativ |
| Valentín Canalizo                               |           | 4 oktober 1843    | 4 juni 1844       | Konservativ         |
| Antonio López de Santa Anna                     |           | 4 juni 1844       | 12 september 1844 | Liberal-Konservativ |
| José Joaquín de Herrera                         |           | 12 september 1844 | 21 september 1844 | Liberal             |
| Valentín Canalizo                               |           | 21 september 1844 | 6 december 1844   | Konservativ         |
| José Joaquín de Herrera                         |           | 7 december 1844   | 30 december 1845  | Liberal             |
| Gabriel Valencia                                |           | 30 december 1845  | 2 januari 1846    | Liberal             |
| Mariano Paredes                                 |           | 4 januari 1846    | 28 juli 1846      | Konservativ         |
| José Mariano Salas                              |           | 5 augusti 1846    | 23 december 1846  | Konservativ         |
| Valentín Gómez Farías                           |           | 24 december 1846  | 21 mars 1847      | Liberal             |
| Antonio López de Santa Anna                     |           | 21 mars 1847      | 2 april 1847      | Liberal-Konservativ |
| Pedro María de Anaya                            |           | 2 april 1847      | 20 maj 1847       | Liberal             |
| Antonio López de Santa Anna                     |           | 20 maj 1847       | 15 september 1847 | Liberal-Konservativ |
| Manuel de la Peña y Peña                        |           | 26 september 1847 | 13 november 1847  | Liberal             |
| Pedro María de Anaya                            |           | 13 november 1847  | 8 januari 1848    | Liberal             |
| Manuel de la Peña y Peña                        |           | 8 januari 1848    | 3 juni 1848       | Liberal             |
| José Joaquín de Herrera                         |           | 3 juni 1848       | 15 januari 1851   | Liberal             |
| Mariano Arista                                  |           | 15 januari 1851   | 6 januari 1853    | Liberal             |
| Juan Bautista Ceballos                          |           | 6 januari 1853    | 8 februari 1853   | Liberal             |
| Manuel María Lombardini                         |           | 8 februari 1853   | 20 april 1853     | Konservativ         |
| Antonio López de Santa Anna                     |           | 20 april 1853     | 9 augusti 1855    | Liberal-Konservativ |
| Martín Carrera                                  |           | 9 augusti 1855    | 12 september 1855 | Liberal             |
| Rómulo Díaz de la Vega                          |           | 12 september 1855 | 3 oktober 1855    | Konservativ         |
| Juan Álvarez                                    |           | 4 oktober 1855    | 11 december 1855  | Liberal             |
| Ignacio Comonfort                               |           | 15 december 1855  | 21 januari 1858   | Liberal             |
| Benito Juárez                                   |           | 19 januari 1858   | 15 maj 1867       | Liberal             |

### Mexikos konservativa presidenter underMexikanska reformkriget(1857–1861)
| President             | President | Tillträde        | Avgick           | Parti       |
| --------------------- | --------- | ---------------- | ---------------- | ----------- |
| Félix Zuloaga         |           | 21 januari 1858  | 24 december 1858 | Konservativ |
| Manuel Robles Pezuela |           | 24 december 1858 | 21 januari 1859  | Konservativ |
| José Mariano Salas    |           | 21 januari 1859  | 2 februari 1859  | Konservativ |
| Félix Zuloaga         |           | 24 januari 1859  | 1 februari 1859  | Konservativ |
| Miguel Miramón        |           | 2 februari 1859  | 12 augusti 1860  | Konservativ |
| José Ignacio Pavón    |           | 13 augusti 1860  | 15 augusti 1860  | Konservativ |
| Miguel Miramón        |           | 15 augusti 1860  | 24 december 1860 | Konservativ |
| Félix Zuloaga         |           | 28 december 1860 | 28 december 1862 | Konservativ |

### Regering underMexikanska kejsardömet, Exekutiva Triumviratet (1863–1864)
| President                              | President | Tillträde       | Avgick           | Parti       |
| -------------------------------------- | --------- | --------------- | ---------------- | ----------- |
| Juan Nepomuceno Almonte                |           | 11 juli 1863    | 10 april 1864    | Konservativ |
| José Mariano Salas                     |           | 11 juli 1863    | 10 april 1864    | Konservativ |
| Pelagio Antonio de Labastida y Dávalos |           | 19 oktober 1863 | 18 november 1863 | Konservativ |

### Andra mexikanska kejsardömet(1864–1867)

Statsvapnet under andra det andra kejsardömet 1864-1867.

| Kejsare      | Kejsare | Regering startar | Regering slutar | Ätt      | Maka                 | Maka |
| ------------ | ------- | ---------------- | --------------- | -------- | -------------------- | ---- |
| Maximilian I |         | 10 april 1864    | 15 maj 1867     | Habsburg | Charlotte av Belgien |      |

### Mexikos presidenter (1867–nutid)

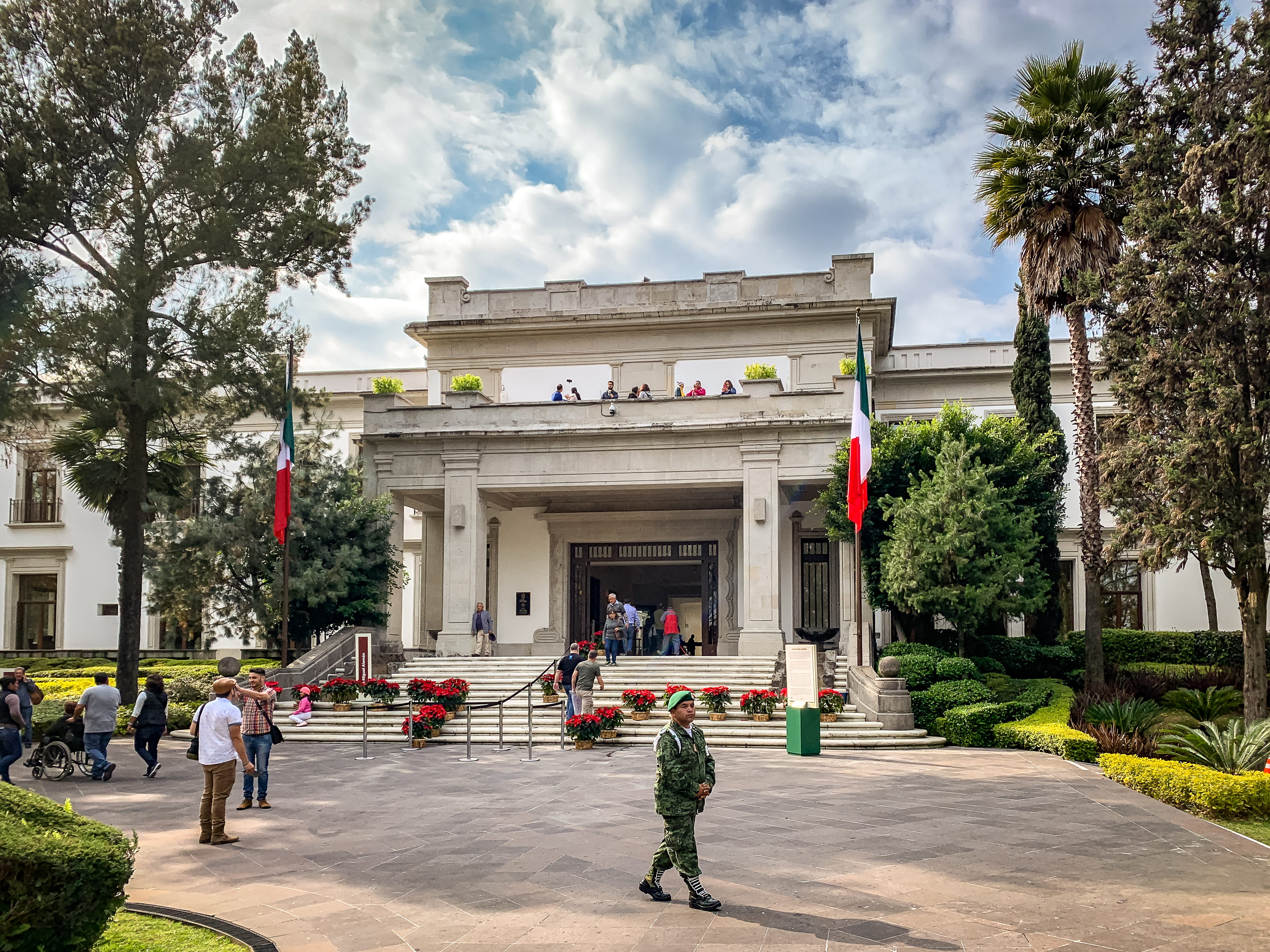
Los Pinos var presidentens officiella residens från 1934 till 2018.

| President                   | President | Tillträde        | Avgick            | Parti                                |
| --------------------------- | --------- | ---------------- | ----------------- | ------------------------------------ |
| Benito Juárez               |           | 15 maj 1867      | 18 juli 1872      | Liberal                              |
| Sebastián Lerdo de Tejada   |           | 19 juli 1872     | 20 november 1876  | Liberal                              |
| José María Iglesias         |           | 31 oktober 1876  | 15 mars 1877      | Liberal                              |
| Porfirio Díaz               |           | 28 november 1876 | 6 december 1876   | Liberal                              |
| Juan N. Méndez              |           | 6 december 1876  | 17 februari 1877  | Liberal                              |
| Porfirio Díaz               |           | 17 februari 1877 | 30 november 1880  | Liberal                              |
| Manuel González             |           | 1 december 1880  | 30 november 1884  | Liberal                              |
| Porfirio Díaz               |           | 1 december 1884  | 25 maj 1911       | Liberal                              |
| Francisco León de la Barra  |           | 25 maj 1911      | 6 november 1911   | Partido Liberal Democrático (PLD)    |
| Francisco Madero            |           | 6 november 1911  | 18 februari 1913  | Partido anti reeleccinista (PCP)     |
| Pedro Lascuráin Paredes     |           | 18 februari 1913 | 18 februari 1913  | Partido anti reeleccinista (PCP)     |
| Victoriano Huerta           |           | 19 februari 1913 | 15 juli 1914      | Partido Liberal Democrático (PLD)    |
| Francisco Carvajal          |           | 15 juli 1914     | 13 augusti 1914   | Partido Liberal Democrático (PLD)    |
| Venustiano Carranza         |           | 20 augusti 1914  | 21 maj 1920       | Partido Liberal Constitucional (PLC) |
| Eulalio Gutiérrez           |           | 6 november 1914  | 6 januari 1915    | Konventionalist                      |
| Roque González Garza        |           | 6 januari 1915   | 10 juni 1915      | Konventionalist                      |
| Francisco Lagos Cházaro     |           | 10 juni 1915     | 10 oktober 1915   | Konventionalist                      |
| Adolfo de la Huerta         |           | 1 juni 1920      | 30 november 1920  | Partido Liberal Constitucional (PLC) |
| Álvaro Obregón              |           | 1 december 1920  | 30 november 1924  | Partido Laborista                    |
| Plutarco Elías Calles       |           | 1 december 1924  | 30 november 1928  | Partido Laborista                    |
| Emilio Portes Gil           |           | 1 december 1928  | 5 februari 1930   | Partido Nacional Revolucionario      |
| Pascual Ortiz Rubio         |           | 5 februari 1930  | 4 september 1932  | Partido Nacional Revolucionario      |
| Abelardo L. Rodríguez       |           | 4 september 1932 | 30 november 1934  | Partido Nacional Revolucionario      |
| Lázaro Cárdenas             |           | 1 december 1934  | 30 november 1940  | Partido Nacional Revolucionario      |
| Manuel Ávila Camacho        |           | 1 december 1940  | 30 november 1946  | Partido Revolucionario Institucional |
| Miguel Alemán Valdés        |           | 1 december 1946  | 30 november 1952  | Partido Revolucionario Institucional |
| Adolfo Ruiz Cortines        |           | 1 december 1952  | 30 november 1958  | Partido Revolucionario Institucional |
| Adolfo López Mateos         |           | 1 december 1958  | 30 november 1964  | Partido Revolucionario Institucional |
| Gustavo Díaz Ordaz          |           | 1 december 1964  | 30 november 1970  | Partido Revolucionario Institucional |
| Luis Echeverría             |           | 1 december 1970  | 30 november 1976  | Partido Revolucionario Institucional |
| José López Portillo         |           | 1 december 1976  | 30 november 1982  | Partido Revolucionario Institucional |
| Miguel de la Madrid         |           | 1 december 1982  | 30 november 1988  | Partido Revolucionario Institucional |
| Carlos Salinas              |           | 1 december 1988  | 30 november 1994  | Partido Revolucionario Institucional |
| Ernesto Zedillo             |           | 1 december 1994  | 30 november 2000  | Partido Revolucionario Institucional |
| Vicente Fox                 |           | 1 december 2000  | 30 november 2006  | Partido Acción Nacional              |
| Felipe Calderón             |           | 1 december 2006  | 30 november 2012  | Partido Acción Nacional              |
| Enrique Peña Nieto          |           | 1 december 2012  | 30 november 2018  | Partido Revolucionario Institucional |
| Andrés Manuel López Obrador |           | 1 december 2018  | 30 september 2024 | Morena                               |
| Claudia Sheinbaum           |           | 1 oktober 2024   | Sittande          | Morena                               |